# Diplazium squarrosum
Diplazium squarrosum är en majbräkenväxtart som beskrevs av Kunio Iwatsuki och Masahiro Kato.
Diplazium squarrosum ingår i släktet Diplazium och familjen Athyriaceae. Inga underarter finns listade i Catalogue of Life.